# 2000 HR50
2000 HR50 är en asteroid i huvudbältet som upptäcktes den 29 april 2000 av LINEAR i Socorro County, New Mexico.
Asteroiden har en diameter på ungefär 19 kilometer och den tillhör asteroidgruppen Hilda.